# Ланской, Андрей Михайлович
Андре́й Миха́йлович Ланско́й (фр. André Lanskoy; 31 марта [13 апреля] 1902 или 5 марта 1903, Москва — 22 августа 1976, XVII округ Парижа) — французский живописец, график, «творец цвето-света».

## Биография
Правнук Сергея Степановича Ланского. Родился в Москве в семье графа Михаила Михайловича Ланского (1863—1924) и его второй жены Варвары Васильевны (урожд. Парусиновой; 1877—1969). Выпускник петербургского Пажеского корпуса. Вступив после революции 1917 года добровольцем в Белую армию, Ланской в 1920 году вместе с ней покинул Россию. Через Константинополь Андрей Ланской приехал в Париж, где с 1921 года поселился в квартале Монпарнас. В Париже Ланской посещал Академию де ла Гранд-Шомьер и занимался в мастерской Сергея Судейкина.
Участвовал во второй и третьей выставках documenta в Касселе (1959, 1964).
Андрей Ланской умер в своей мастерской в Париже 24 августа 1976 года. Похоронен на кладбище Сент-Женевьев-де-Буа.
Сестра: Наталия Михайловна (1917—?).

## Работы находятся в собраниях

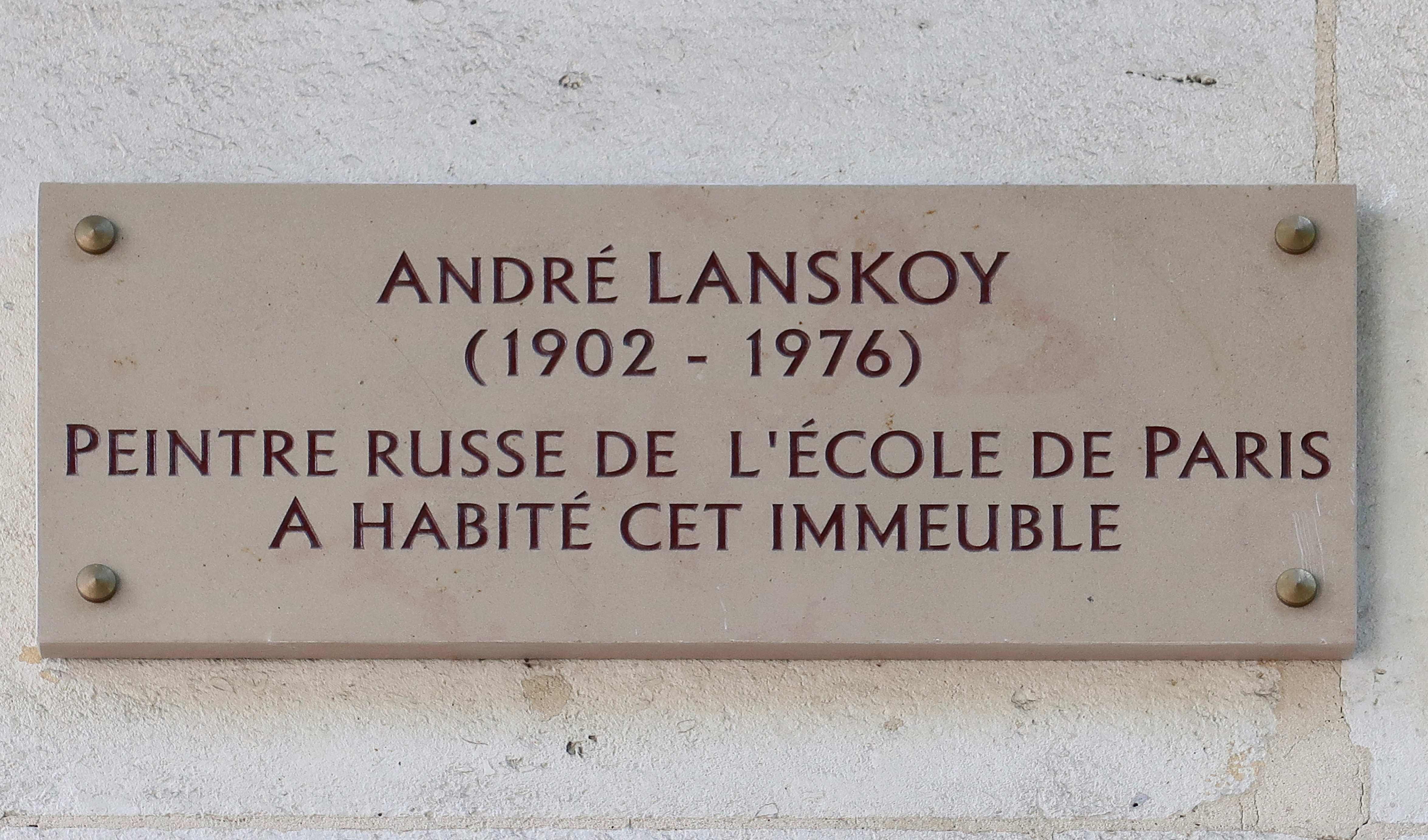
Памятная табличка на парижском доме, где жил Андрей Ланской

- Музей современного искусства «Пти-Пале», Женева
- Музей современного искусства метрополии Лилля, Франция

## Выставки в России
- «Андрей Ланской. Живопись и графика из частных собраний», 26 июля — 3 сентября 2006. Музей личных коллекций при ГМИИ им. А. С. Пушкина
- «Андре Ланской. Ретроспектива», 20 февраля — 3 марта 2009, Международная арт-галерея Эритаж